# Pyrrhura egregia
Il parrocchetto spalleflammee (Pyrrhura egregia Sclater, 1881) è un uccello della famiglia degli Psittacidi. Simile al parrocchetto di Santa Marta e affine per comportamento al parrocchetto panciacremisi, questa specie si presenta con taglia attorno ai 25 cm in due sottospecie censite:
- P. e. egregia;
- P. e. obscura (più scura nel piumaggio base).

È completamente verde con la scagliatura tipica appena accennata e ha sulle ali gli stessi segni rossi e gialli della P. viridicata. Vive nelle foreste di montagna tra i 700 e i 1800 metri del Venezuela sud-orientale, della Guyana occidentale e in una ristretta area del Brasile nord-orientale.